# جاكي سميث (عالمة اجتماع)
جاكي سميث وُلِدت في الثالث من شهر أبريل عام 1968 وهي متخصصة أمريكية في علم الاجتماع. وتخصصت في الاقتصاد السياسي والمنظمات العابرة للحدود الوطنية والحركات الاجتماعية. منذ عام 2011 وهي تعمل دكتورة جامعية في علم الاجتماع في جامعة بيتسبرغ. وهي حاليًا تشغل منصب رئيس تحرير مجلة أبحاث النظم العالمية، وهي مجلة أمريكية رسمية متخصصة في علم الاجتماع ويتم نشرها عبر جامعة بيتسبرغ عن طريق نظام المكتبة الجامعي.
وهي مدافعة عن حركة الوصول المفتوح بحجة أن المجتمعات العلمية يجب أن تفكر في خيارات النشر غير تلك الخاصة بالناشرين الرئيسيين. وهي داعية بارزة أيضًا لبناء مدينة حقوق الإنسان العالمية.
حصلت على شهادة الدكتوراة من جامعة نوتردام عام 1996. من 1997 إلى 2005 كانت دكتورة جامعية في قسم علم الاجتماع في جامعة نيويورك الرسمية.
في 2005 أصبحت أستاذاً مساعداً في علم الاجتماع ودراسات السلام في جامعة نوتردام وعضواً فاعلاً في معهد كروك لدراسات السلام الدولية.
من 2008 إلى 2009 قادت مركز دراسة الحركات الاجتماعية والتغيير الاجتماعي.

## أعمالها
نشرت عدد كبير من المقالات والفصول وحررت عدد كبير من الكتب.
أعمالها المختارة:
- جاكي سميث;جاكي سميث إرنستو فيرديجا (15 يونيو 2013). العولمة والحركات الاجتماعية وبناء السلام. مطبعة جامعة سيراكيوز. ISBN 978-0-8156-3321-1. جدد في 23 أبريل 2013.
- جاكي سميث Dawn Wiest (يناير 2012). الحركات الاجتماعية في النظام العالمي: سياسة الأزمة والتحول. راسل سيج. ISBN 978-0-87154-812-2.
- جاكي سميث (1 أبريل 2010). الحركات الاجتماعية من أجل الديمقراطية العالمية. JHU Press. ISBN 978-0-8018-9686-6. جدد في 23 أبريل 2013.
- مارينا كاريديس جاكي سميث مارك بيكر (2008). الديمقراطية العالمية والمنتديات الاجتماعية العالمية. نموذج الناشرين. ISBN 978-1-59451-420-3. جدد في 23 أبريل 2013.
- جو باندي جاكي سميث (2005). التحالفات عبر الحدود: الاحتجاج عبر الوطني والنظام الليبرالي الجديد. رومان وليتفيلد. ISBN 978-0-7425-2396-8. جدد في 23 أبريل 2013.
- جاكي سميث تشارلز شاتفيلد رون بانيوكو (1997). الحركات الاجتماعية عبر الوطنية والسياسة العالمية: التضامن خارج الدولة. مطبعة جامعة سيراكيوز. ISBN 978-0-8156-2742-5. جدد في 23 أبريل 2013.
- رون بانيوكو جاكي سميث جون تي كريست (1992). نظرية الحركة الاجتماعية والدراسة المقارنة للعمل الجماعي اللاعنفي. جوان بي كروك معهد دراسات السلام الدولية. جدد في 23 أبريل 2013.

## روابط خارجية
- Official website
- Jackie Smith, CV, July 21, 2011